# Johan Ferner Ström
Johan Erland Ferner Ström, född 1 december 1959 i Stockholm, är en svensk formgivare och skulptör.
Johan Ferner Ström har genomfört flera större konstprojekt både på institutioner och i offentliga miljöer. Johan Ferner Ström är en av initiativtagarna till utbildningen Kultur & Entreprenörskap på Södertörns Högskola som startade 2009.

## Utmärkelser
- Årets Bok. Puckelboll den orättvisa spelplanen Nominering Bygg och stadsutveckling 2020
- Public Space Toolkit World urban forum 7/ Medellin UN HABITAT.
- European Prize for Urban Public Space Nominering 2012
- Making Space Award Edinburgh Skottland Nominering 2011
- Sienapriset Nominering 2010
- Centre Pompidou Paris 2:a plats. Fruktparken
- Silverägg 2007. Alternativ media  "Telefonplan –plats för nyskapande”

### Övrigt
- SM silver värjfäktning lag 2015
- SM guld värjfäktning lag 2012
- SM brons värjfäktning lag 2011
- Nordisk mästare värjfäktning lag 2002

## Offentliga verk (i urval)
- Gläntanflaggan, lekskulptur på Gläntans förskola i Fisksätra i Nacka, 2002
- Lekskulpturer i Fruktlekparken i Liljeholmen i Stockholm, 1998
- Puckelboll i Kroksbäcksparken i Malmö, 2009[1]
- Puckelbollplanen i Kroksbäcksparken i Malmö, som invigdes i september 2009. Den nominerades till Sienapriset 2010. Det kan ses som ett interaktivt konstverk och kan användas som en bollplan för en slags fotboll med regler som man själv ställer upp.[2]
- Urban beach på Skärholmsterrassen i Skärholmen i Stockholm, 2012.

## Bildgalleri

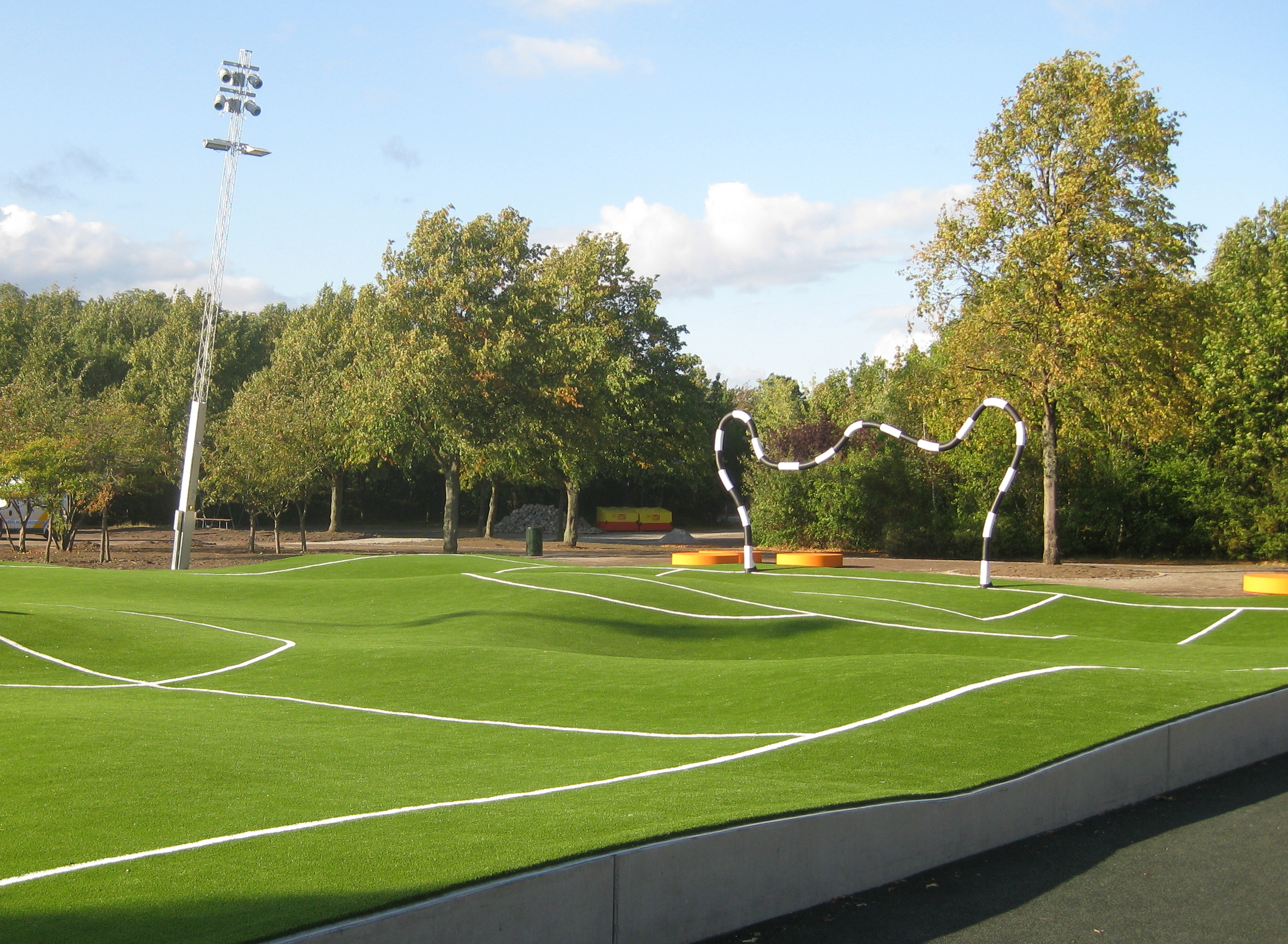
Puckelbollplanen i Malmö
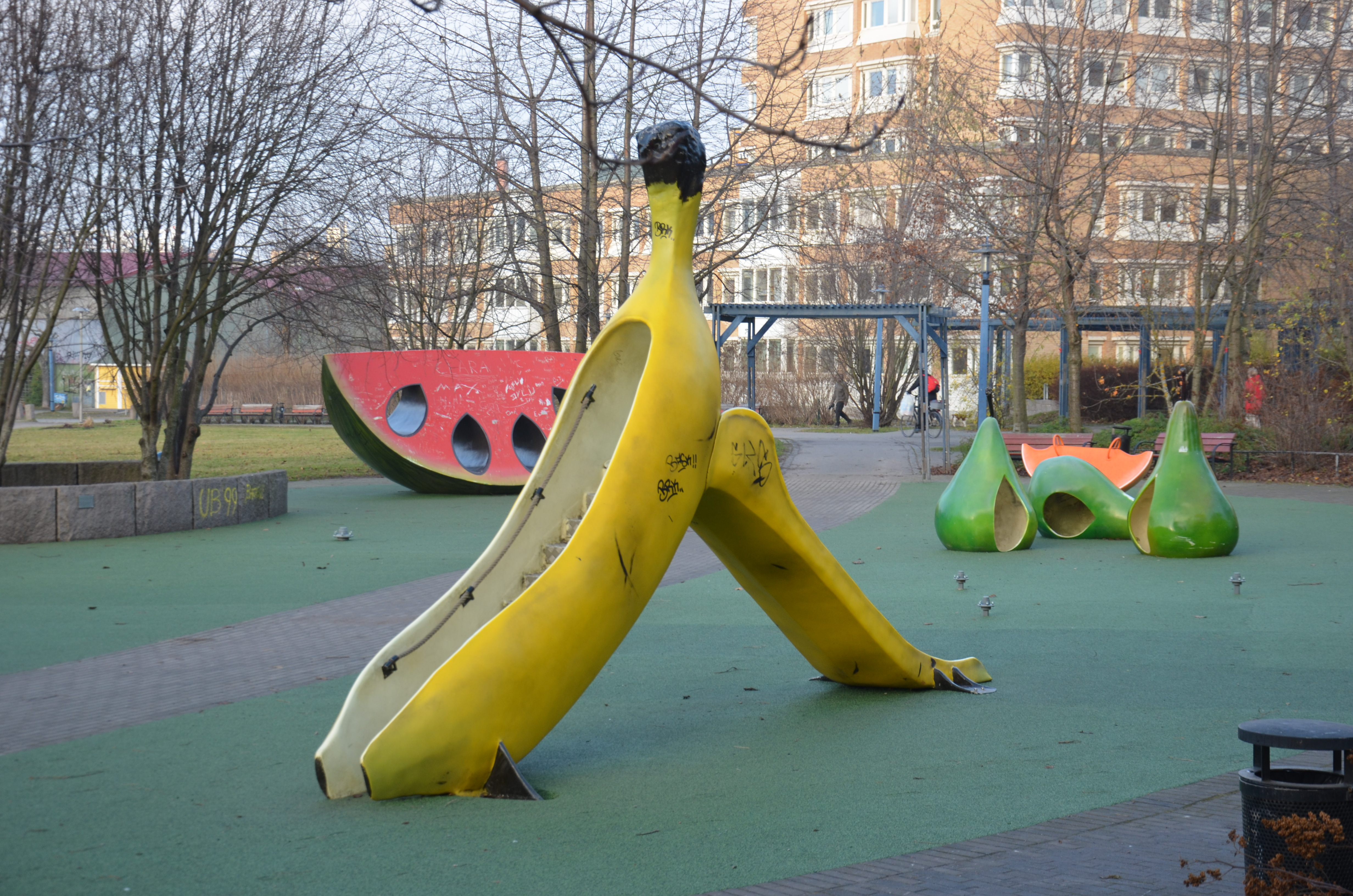
Fruktlekparken i Liljeholmen i Stockholm
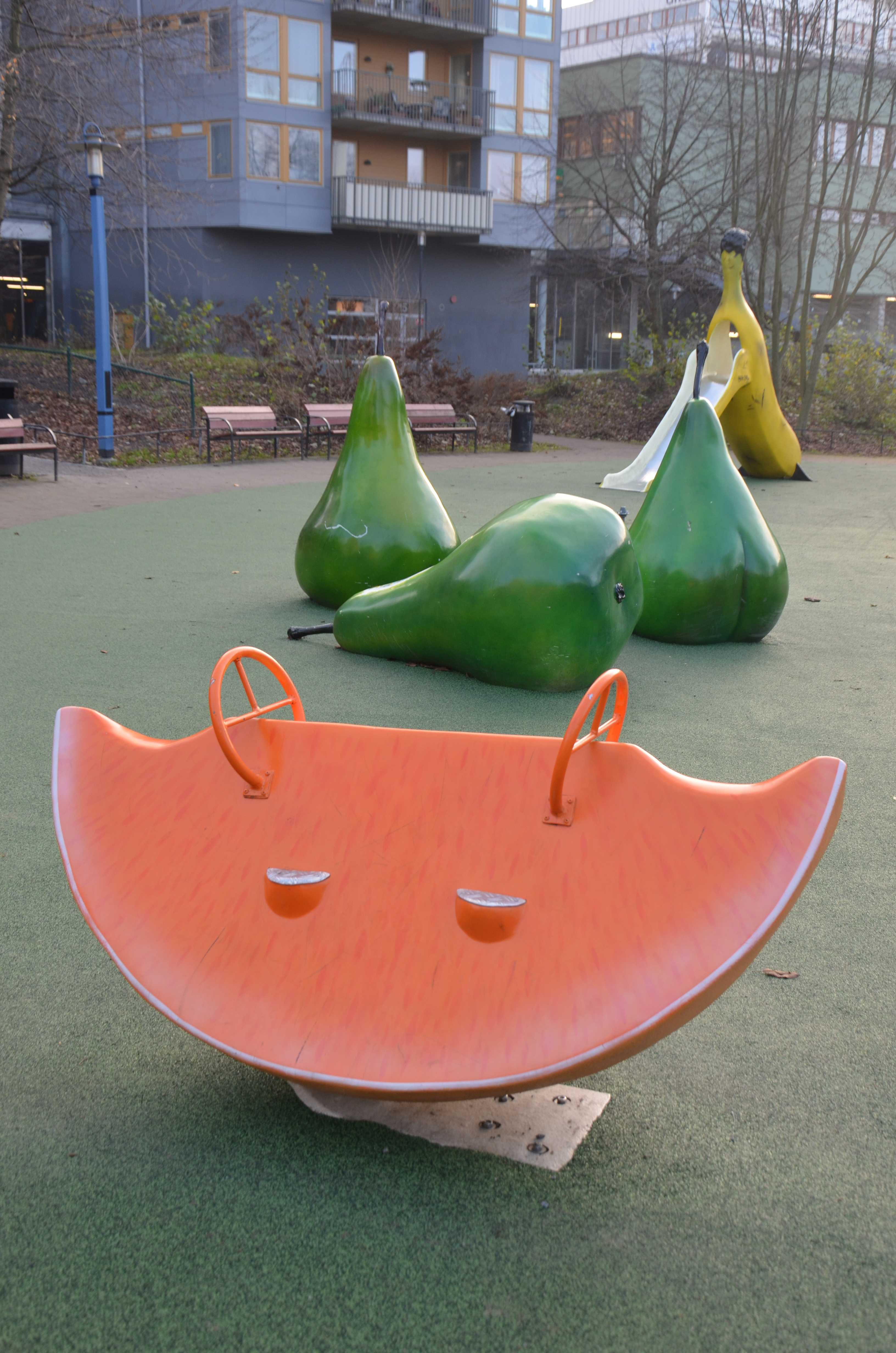
Sebastians lekfulla frukter i Fruktlekparken i Liljeholmen i Stockholm
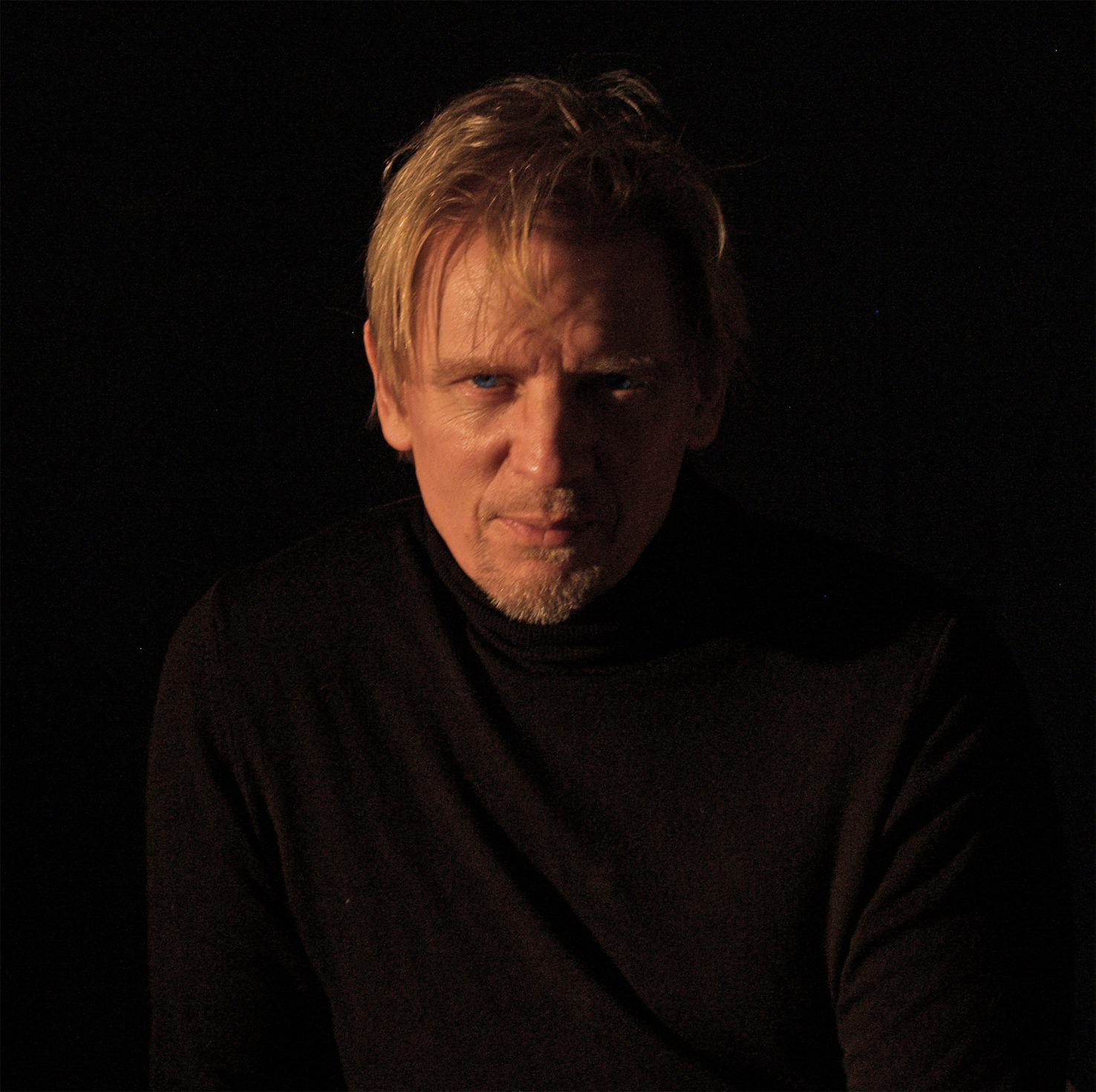
Johan Ferner Ström.
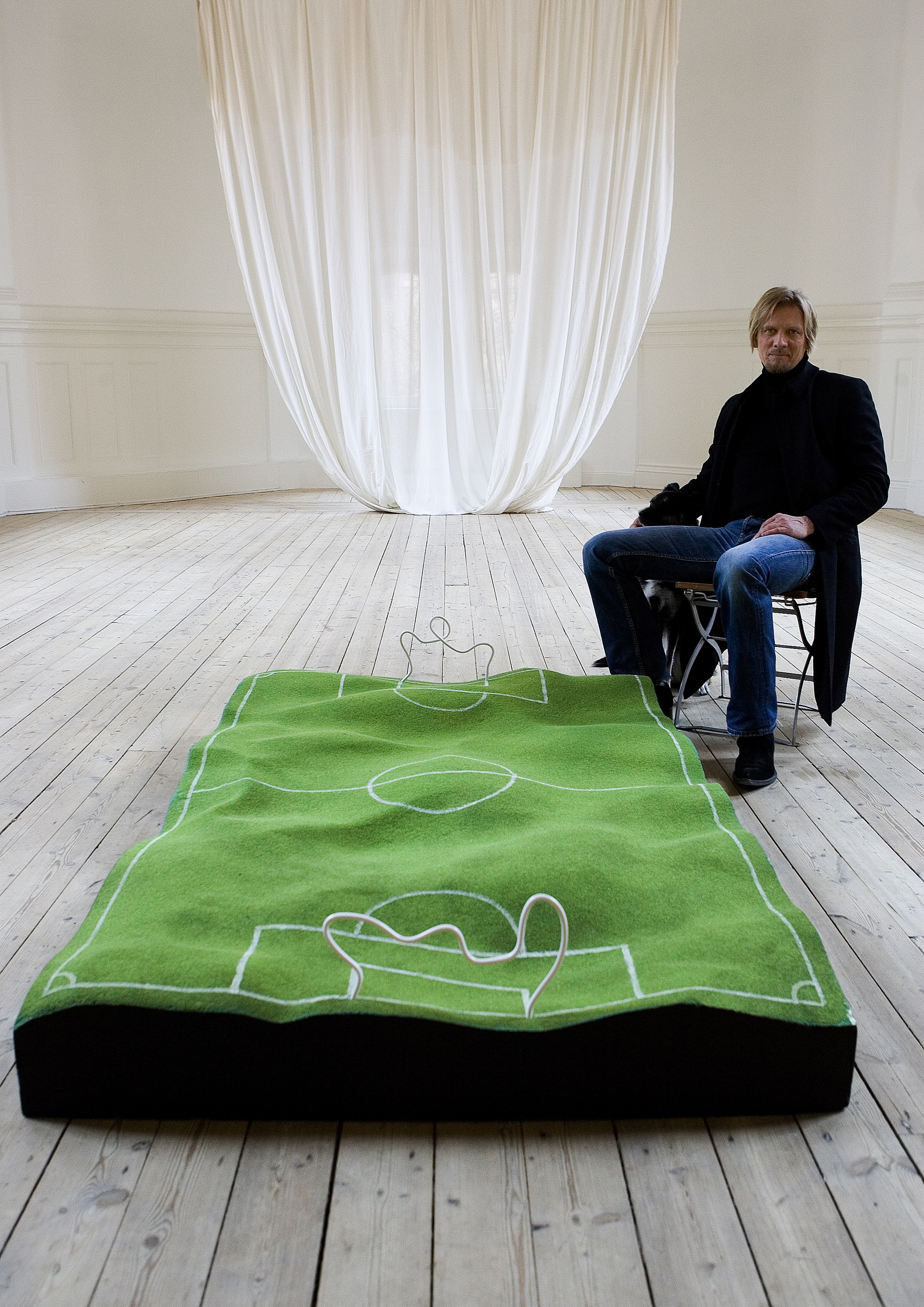
Johan Ferner Ström.